# Withius lagunae
Espèce
Synonymes
- Chelanops lagunae Moles, 1914

Withius lagunae est une espèce de pseudoscorpions de la famille des Withiidae.

## Distribution
Cette espèce est endémique de Californie aux États-Unis.

## Étymologie
Son nom d'espèce lui a été donné en référence au lieu de sa découverte, Laguna Beach.

## Publication originale
- Moles, 1914 : A new species of pseudoscorpion from Laguna Beach, California. Journal of Entomology and Zoology, Pomona College, vol. 6, p. 42-44.